# Griwenka
Die Griwenka, Diminutiv von Griwna (russisch гривна), war ein russisches Gewichtsmaß, dessen Wurzeln in die Zeit der russischen Herrscher Oleg und Igor I. reichen soll.
Die Griwna war eine Münzeinheit (Münzgriwna) auf Silberbasis, die ähnlich der Kölner Mark als Handelsgriwna, also als Gewicht, genutzt wurde. Diese kleine Griwna entsprach z. B. im Jahr 1607 einem halben Pfund. Seit dem Jahr 1653 ist der Begriff Pfund für dieses Maß gesetzlich geregelt.
- 1 Griwenka = 96 Solotnik = 409,4 Gramm
- 1 Kleine Griwenka oder Griwna = 204 Gramm